# Maxillopoda
Maxillopoda, danas nepriznat razred uglavnom sitnih rakova u koji spadaju 1) Branchiura, ektoparaziti slatkovodnih i morskih riba, kao i nekih vodozemaca; 2) Copepoda (veslonošci), planktonski raci u morima i slatkim vodama, kao i podzemnim pećinama; 3) Mystacocarida
, sitni rakovi (do 0.5 mm) izduženog tijela, bez karapaksa kjoji žive u pijesku morskih obala i hrane se detritusom i mikroorganizmima; 4) Pentastomida parazitiraju u respiratornom sistemu drugih organizama; 5) Tantulocarida, parazitski rakovi; 6) Thecostraca s infrarazredima Ascothoracida, Cirripedia i Facetotecta.
Cirripedia rakovi su hermafroditi, s nejasnom segmentacijom, bez srca i škrga koji žive pričvršćeni za domaćina, kao što su dekapodni rakovi, morski psi i Plaštenjaci.
Po nekim izvorima u njih pripadaju i ostracoda rakovi
Vrste iz razred Maxillopoda danas je podijeljen na dva nadrazreda, to su Oligostraca opisan 1998, i Multicrustacea opisan 2010.
- Clistosaccus paguri Lilljeborg, 1861
- Linguatula serrata
- Argulus japonicus